# Rover 400 / 45
O  400  é um modelo compacto da MG Rover elaborado em parceria com a Honda, sendo similar ao Honda Civic da época.
Em maio de 1995, foi lançada a versão hatchback, e, em março de 1996 a versão sedan.
Em outubro de 1999, foi substituído pelo modelo 45, que contava com versões equipadas com transmissão continuamente variável (Câmbio CVT).